# Kościół Matki Bożej Nieustającej Pomocy w Piekarach Śląskich
Kościół Matki Bożej Nieustającej Pomocy – rzymskokatolicki kościół parafialny należący do dekanatu Piekary Śląskie archidiecezji katowickiej. Znajduje się w Kozłowej Górze, dzielnicy Piekar Śląskich.

## Historia
Jest to świątynia wybudowana na miejscu kościółka z 1907 roku, w latach 1936-1937 według projektu katowickiego architekta Jana Affy, w stylu funkcjonalistycznym. 
W głównym ołtarzu świątyni został umieszczony obraz poświęcony jego przyszłej patronce – Matce Bożej Nieustającej Pomocy. Na obrazie tym zostały przedstawione również dwie świątynię – nowo zbudowana i kościół św. Wojciecha w Radzionkowie. Boczne ołtarze zostały poświęcone św. Barbarze i Najświętszemu Sercu Pana Jezusa. Do 1937 roku kościół w Kozłowej Górze był świątynią lokalii. Od 28 maja 1957 roku pełni funkcję pełnoprawnego kościoła parafialnego.

## Galeria

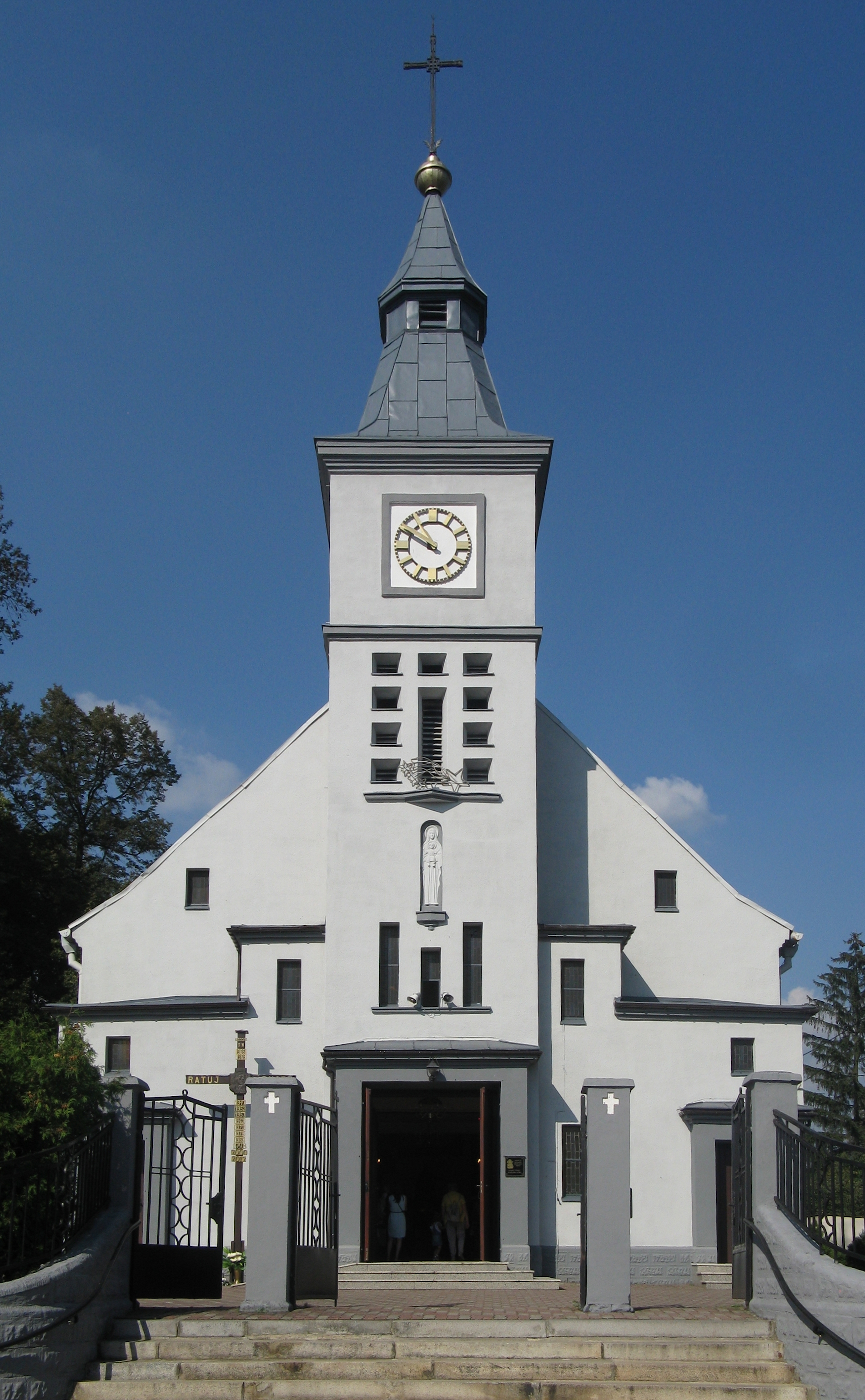
Fasada (2018)
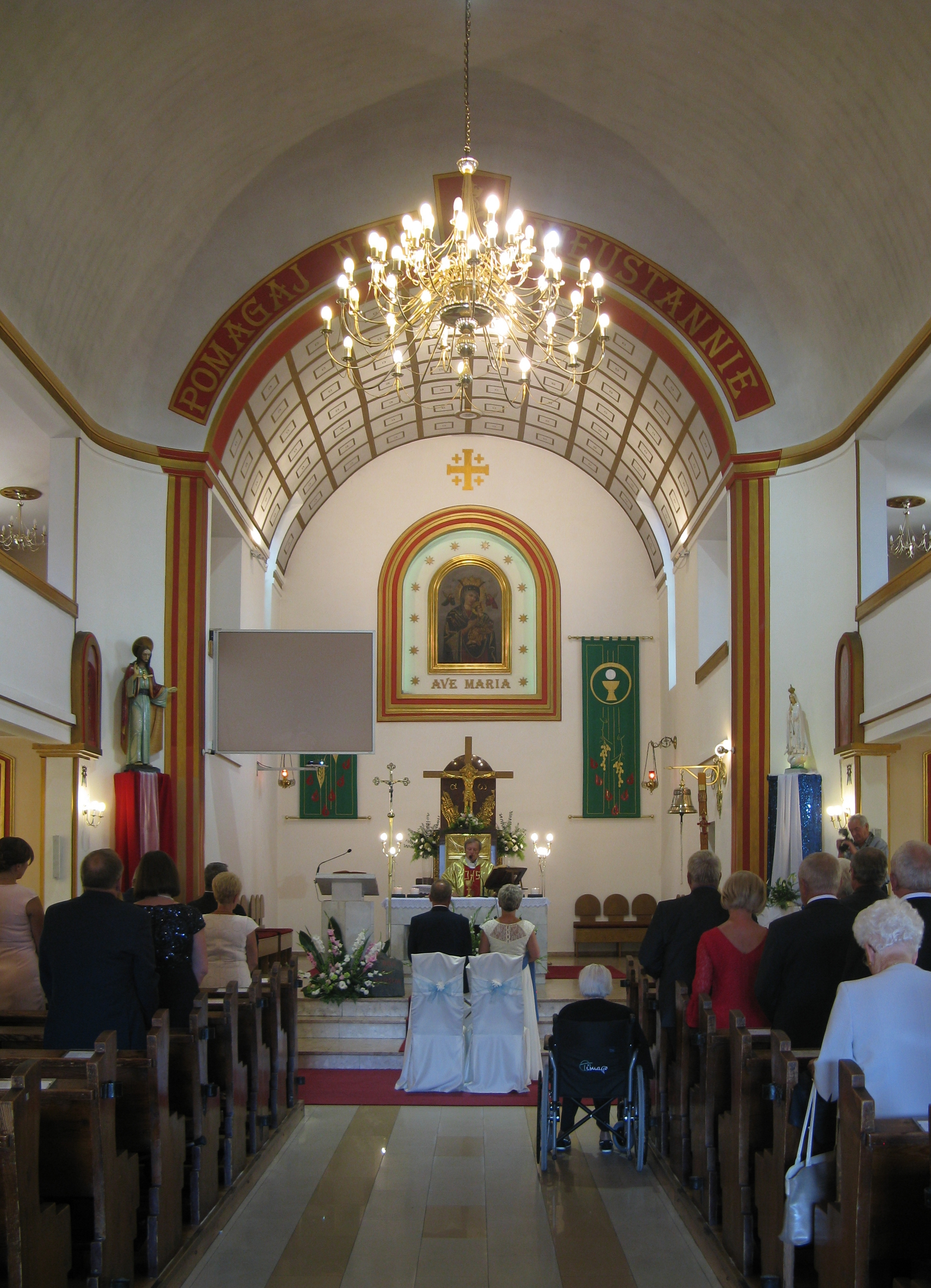
Wnętrze (2018)
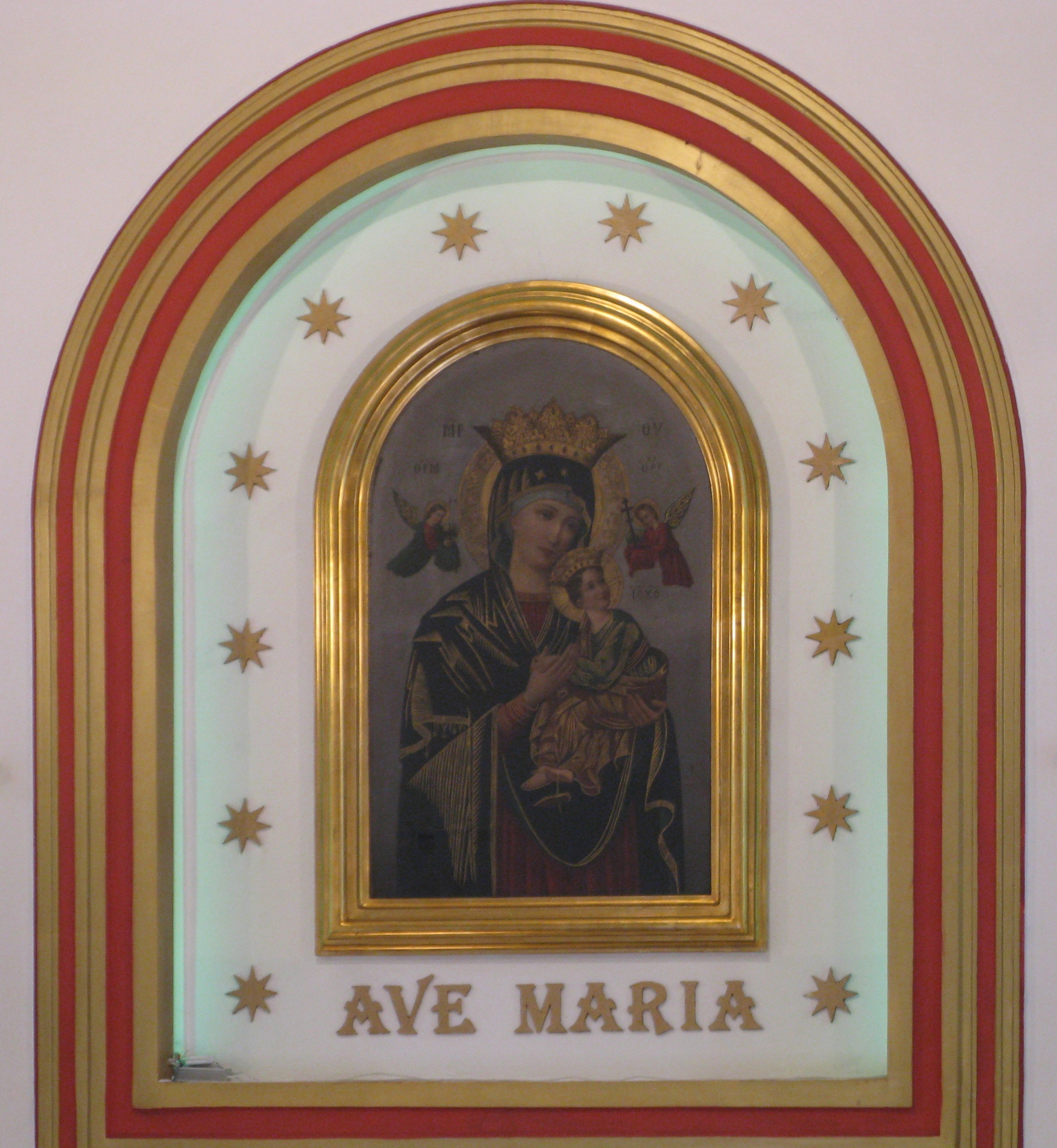
Obraz Kościół Matki Bożej Nieustającej Pomocy w ołtarzu głównym (2018)
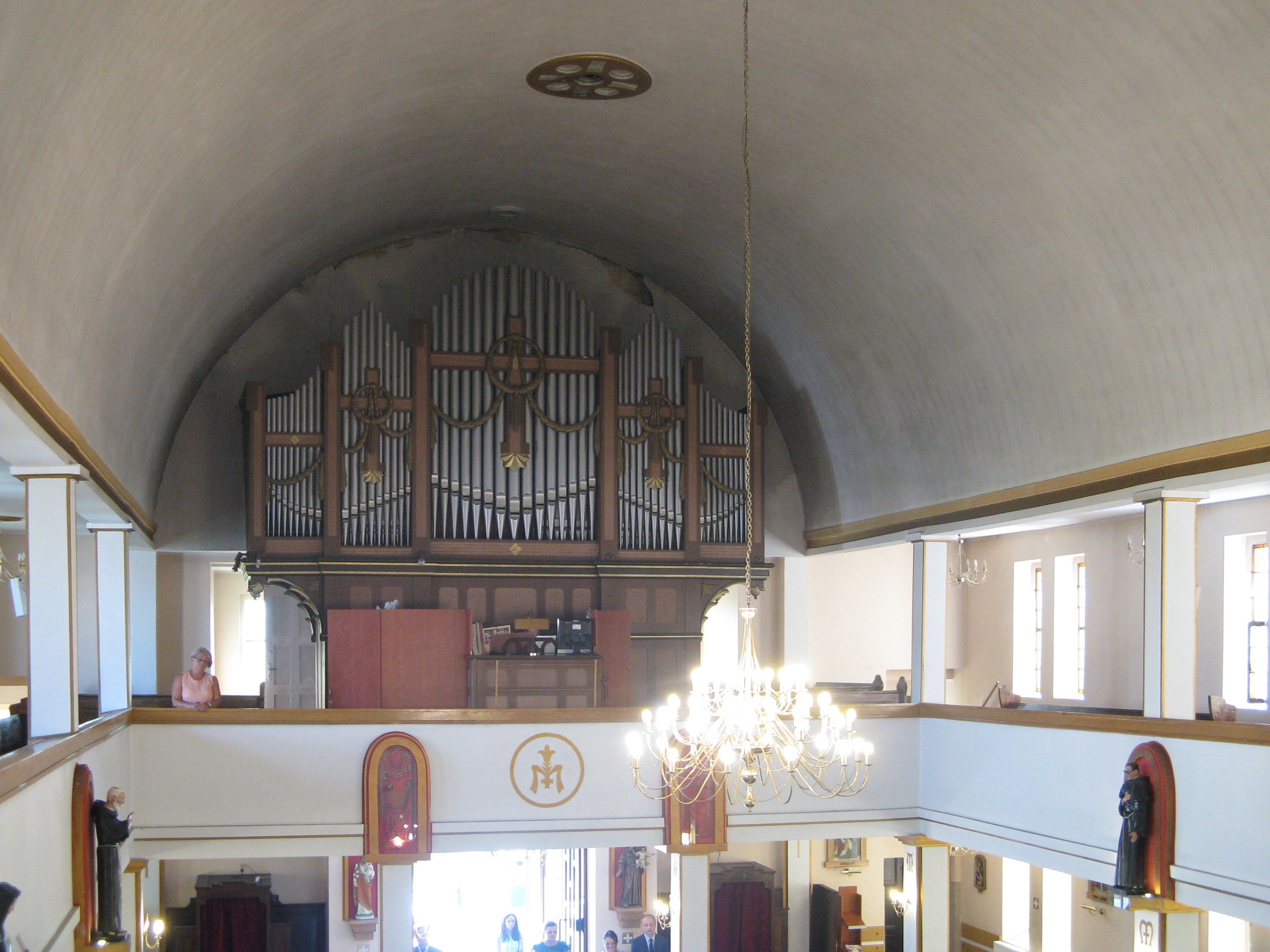
Empora i organy (2018)